# ژوانین (بازیکن فوتبال، زاده ۱۹۵۸)
ژوانین (انگلیسی: Juanín؛ زادهٔ ۶ اکتبر ۱۹۵۸) بازیکن فوتبال اهل اسپانیا است.
از باشگاه‌هایی که در آن بازی کرده‌است می‌توان به باشگاه فوتبال الچه، باشگاه فوتبال گرانادا، و باشگاه فوتبال اتلتیکو مادرید بی اشاره کرد.